# David Malouf
Pour les articles homonymes, voir Malouf.
Compléments
Royal Society of Literature
David Malouf, né le 20 mars 1934 à Brisbane, est un écrivain australien.
Son roman Ce vaste monde a reçu le prix Fémina étranger en 1991, et Je me souviens de Babylone a été finaliste du prix Booker en 1993. Il reçoit le prix de poésie Kenneth Slessor 2015 pour Earth Hour (2014).

## Biographie
Malouf est né à Brisbane, au Queensland, d'un père libanais chrétien et d'une mère angloportugaise d'origine juive. Il est diplômé de l'Université du Queensland (1955) et a vécu en Angleterre, en Toscane et à Sydney où il a enseigné à l'université. Il a été élu membre de la Royal Society of Literature en 2008.
Son premier roman, Johnno (1975), est une histoire semi-autobiographique d'un jeune homme qui a grandi à Brisbane au cours de la Seconde Guerre mondiale. Son roman épique Ce vaste monde (1990) raconte l'histoire de deux Australiens et leur relation pendant les périodes de chaos des deux guerres mondiales, notamment leur détention par les Japonais pendant la Seconde Guerre mondiale. Ce roman a remporté le Commonwealth Writers' Prize (Prix des écrivains du Commonwealth) et le Prix Femina étranger. Son roman Je me souviens de Babylone (1993) se déroule dans le nord de l'Australie pendant les années 1850, racontant la vie d'une communauté agricole isolée d'immigrants écossais troublée par l'arrivée d'un étranger, un jeune homme blanc élevé par les Aborigènes. le roman a remporté le prix Impac en 1996 et le Commonwealth Writers' Prize.
En outre, Malouf a écrit le livret de trois opéras dont Voss (une adaptation du roman de Patrick White a été produite pour la première fois à Sydney en 1986) et Baa Baa Black Sheep (musique de Michael Berkeley), un mélange d'une semi-autobiographie de Rudyard Kipling et de son roman le Livre de la jungle. 
Il a également écrit plusieurs recueils de poésie, trois recueils de nouvelles et une pièce de théâtre, Blood Relations (1988). Ses Mémoires, 12 Edmondstone Street, ont été publiés en 1985.

## Œuvres

### Romans
- Johnno (1975)
- An Imaginary Life (1978)
- L’Infinie patience des oiseaux (Fly Away Peter, 1982 - Traduction en français par Nadine Gassie, Albin Michel, 2018[4],[5])
- Child's Play (1982)
- Harland et son domaine (Harland's Half Acre, 1984)
- Ce vaste monde (The Great World, 1990)
- Je me souviens de Babylone (Remembering Babylon, 1993) (basé sur la vie de James Morrill)
- The Conversations At Curlow Creek (1996)
- Untold Tales (1999)
- Une rançon (Ransom, 2009)[6]

### Histoires courtes
- Antipodes (1983)
- Dream Stuff (2000)
- Every Move You Make (2006)
- The Complete Stories (2007); (Australia-Asia Literary Award[7])

### Œuvres poétiques
- Bicycle and Other Poems (1970)
- Neighbours in a Thicket: Poems (1974)
- Poems 1975-76 (1976)
- Wild Lemons: Poems (1980)
- Selected Poems 1959-1989 (1994)
- Typewriter Music (2007)
- Earth Hour (2014)

### Autres
- 12 Edmondstone St (memoirs - 1985)
- A Spirit of Play - Boyer Lectures (1998)
- Made in England (Quarterly Essay, Black Inc - 2003)

### Pièces de théâtre
- Blood Relations (1988)

### Livrets d'opéras
- Voss (1986)
- Mer de glace (1991)
- Baa Baa Black Sheep (1993)